# Liste der Krankenhäuser in Namibia
Dies ist eine Liste der Krankenhäuser, Gesundheitszentren und Kliniken in Namibia.
Das Gesundheitssystem in Namibia wird vom Ministerium für Gesundheit und Soziale Dienste (englisch Ministry of Health & Social Services) koordiniert und überwacht. Dieses gliedert sich in regionale Direktorate sowie sieben übergeordnete, landesweite Direktorate. Der Betrieb der staatlichen Krankenhäuser und Kliniken unterliegt dem Ministerium, wobei dieses praktisch durch die Regionaldirektorate stattfindet.

## Betrieb
Insgesamt gibt es (Stand März 2023) 708 registrierte Gesundheitseinrichtungen. Davon sind 433 staatlich, 130 von NGOs, 100 privat, 27 von Religionsgemeinschaften und 15 von der Polizei bzw. dem Militär betrieben.

## Klassifizierung
Die staatlichen und kirchlichen Gesundheitseinrichtungen werden absteigend nach ihrer Versorgungsstufe in die Kategorien A bis F eingeteilt:
- Klasse F – Gesundheitsstationen (auch mobil); dienen ausschließlich der Bildung der Bevölkerung in Hinblick auf Gesundheitsproblematiken sowie Versorgung zu normalen Arbeitsstunden durch eine Krankenschwester
- Klasse E – Kliniken (290 mit Stand 2023)

- Klasse D – Gesundheitszentren, erfüllen die Voraussetzungen einer Klinik und verfügen zudem um Röntgengeräte, ein Labor sowie ein Operationssaal (37 mit Stand 2023)
  - Ländliche Gesundheitszentren haben mindestens zehn Betten
  - Tagesgesundheitszentren liegen in größeren Ortschaften, haben keine Betten, werden jedoch regelmäßiger von einem Arzt aufgesucht
- Klasse C – Distrikt-Krankenhäuser (englisch Intermediate Hospital) erfüllen alle Aufgaben von Kliniken und Gesundheitszentren und unterstützen diese. Sie verfügen über alle Einrichtungen um einfache Krankheiten durchgehend zu behandeln und diesen vorzubeugen, eine Apotheke, ständig anwesende Ärzte und Krankenschwestern sowie die Ausbildung der Gesundheitsarbeiter. Zudem müssen diese über eine Intensivstation verfügen. (27 mit Stand 2018)
- Klasse B – Hauptkrankenhäuser (englisch Intermediate Hospital) erfüllen alle Aufgaben der untergeordneten Klassen und spezialisierte Gesundheitsdienste; landesweit drei Einrichtungen in Oshakati, Katutura und Rundu (3 mit Stand 2018)
- Klasse A – Nationale Krankenhäuser (englisch National Referral Hospital) sind die höchste Stufe der Krankenhäuser in Namibia. Diese Stufe wird nur vom Zentralkrankenhaus Windhoek erfüllt. Hier können 99 Prozent aller Krankheitsfälle behandelt und unter anderem Operationen am offenen Herzen durchgeführt werden. 2020 soll mit dem Bau einer äquivalenten Einrichtung in Ondangwa begonnen werden.

Die einzelnen Regionen sind teilweise in Gesundheitsdistrikte unterteilt, die jeweils mindestens über ein Distrikt-Krankenhaus (Klasse C) verfügen sollten.

## Liste

### Erongo
| Name                                    | Betten | Versorgungsstufe  | Gesundheitsdistrikt | Ort          | Anmerkung                  |
| --------------------------------------- | ------ | ----------------- | ------------------- | ------------ | -------------------------- |
| Mediclinic Swakopmund                   | 70     | entspricht etwa B | Swakopmund          | Swakopmund   | Privatkrankenhaus          |
| Welwitschia Hospital                    | 97     | entspricht etwa B | Walvis Bay          | Walvis Bay   | Privatkrankenhaus          |
| Omaruru                                 | 145    | C                 | Omaruru             | Omaruru      | Krankenhaus                |
| Römisch-Katholisches Krankenhaus Usakos | k. A.  | C                 | Usakos              | Usakos       | Privatkrankenhaus der RCCN |
| Swakopmund                              | 106    | C                 | Swakopmund          | Swakopmund   | Krankenhaus                |
| Usakos                                  | 75     | C                 | Usakos              | Usakos       | Krankenhaus                |
| Walvis Bay                              | 87     | C                 | Walvis Bay          | Walvis Bay   | Krankenhaus                |
| Karibib                                 | –      | D                 | Usakos              | Karibib      | Gesundheitszentrum         |
| Kuisebmund                              | –      | D                 | Walvis Bay          | Walvis Bay   | Gesundheitszentrum         |
| Arandis                                 | –      | E                 | Swakopmund          | Arandis      | Klinik                     |
| Coastal Health                          | –      | E                 | Walvis Bay          | Walvis Bay   | Klinik                     |
| Gross Barmen                            | –      | E                 | Usakos              | Gross Barmen | Klinik                     |
| Hakaseb                                 | –      | E                 | Usakos              | –            | Klinik                     |
| Henties Bay                             | –      | E                 | Swakopmund          | Henties Bay  | Klinik                     |
| Naraville                               | –      | E                 | Walvis Bay          | Walvis Bay   | Klinik                     |
| Okombahe                                | –      | E                 | Omaruru             | Okombahe     | Klinik                     |
| Okongue                                 | –      | E                 | Omaruru             | –            | Klinik                     |
| Omaruru                                 | –      | E                 | Omaruru             | Omaruru      | Klinik                     |
| Omatjete                                | –      | E                 | Omaruru             | Omatjete     | Klinik                     |
| Otjimbingwe                             | –      | E                 | Usakos              | Otjimbingwe  | Klinik                     |
| Spitzkoppe                              | –      | E                 | Usakos              | Spitzkoppe   | Klinik                     |
| Tamariskia                              | –      | E                 | Swakopmund          | Swakopmund   | Klinik                     |
| Tubusis                                 | –      | E                 | Usakos              | –            | Klinik                     |
| Uis                                     | –      | E                 | Omaruru             | Uis          | Klinik                     |
| Utuseb                                  | –      | E                 | Walvis Bay          | –            | Klinik                     |
| Walvis Bay                              | –      | E                 | Walvis Bay          | Walvis Bay   | Klinik                     |

Quellen: Gesundheitsministerium, Vereinigung der Regionalverwaltungen

### Hardap
| Name      | Betten | Versorgungsstufe | Gesundheitsdistrikt | Ort       | Anmerkung            |
| --------- | ------ | ---------------- | ------------------- | --------- | -------------------- |
| Mariental | 132    | C                | Mariental           | Mariental | Krankenhaus          |
| St. Mary  | 140    | C                | Rehoboth            | Rehoboth  | Krankenhaus der RCCN |
| Aranos    | –      | D                | Aranos              | Aranos    | Gesundheitszentrum   |
| Maltahöhe | 15     | D                | Mariental           | Maltahöhe | Gesundheitszentrum   |
| Rehoboth  | –      | D                | Rehoboth            | Rehoboth  | Gesundheitszentrum   |
| Aranos    | 50     | E                | Mariental           | Aranos    | Klinik               |
| Gibeon    | 4      | E                | Mariental           | Gibeon    | Klinik               |
| Gochas    | –      | E                | Aranos              | Gochas    | Klinik               |
| Groot Aub | 1      | E                | Rehoboth            | Groot Aub | Klinik               |
| Hoachanas | 2      | E                | Mariental           | Hoachanas | Klinik               |
| Kalkrand  | 2      | E                | Mariental           | Kalkrand  | Klinik               |
| Klein Aub | 1      | E                | Rehoboth            | Klein Aub | Klinik               |
| Maltahöhe | –      | E                | Mariental           | Maltahöhe | Klinik               |
| Mariental | –      | E                | Mariental           | Mariental | Klinik               |
| Rietoog   | 1      | E                | Rehoboth            | Rietoog   | Klinik               |
| Schlip    | 1      | E                | Rehoboth            | Schlip    | Klinik               |
| Stampriet | –      | E                | Hardap              | Stampriet | Klinik               |

Quellen: Gesundheitsministerium, Vereinigung der Regionalverwaltungen

### ǁKharasKlicklaut
| Name         | Betten | Versorgungsstufe  | Gesundheitsdistrikt | Ort          | Anmerkung                                                                              |
| ------------ | ------ | ----------------- | ------------------- | ------------ | -------------------------------------------------------------------------------------- |
| Keetmanshoop | 155    | C                 | Keetmanshoop        | Keetmanshoop | Krankenhaus                                                                            |
| Namdeb       | k. A.  | entspricht etwa C | Lüderitz            | Oranjemund   | Privatkrankenhaus von Namdeb bis Mitte 2019 Umwandlung zur halbstaatlichen Einrichtung |
| Karasburg    | 100    | C                 | Karasburg           | Karasburg    | Krankenhaus                                                                            |
| Lüderitz     | 98     | C                 | Lüderitz            | Lüderitz     | Krankenhaus                                                                            |
| Aroab        | 10     | D                 | Keetmanshoop        | Aroab        | Gesundheitszentrum der RCCN                                                            |
| Bethanien    | –      | D                 | Keetmanshoop        | Bethanien    | Gesundheitszentrum                                                                     |
| Noordoewer   | 3      | D                 | Karasburg           | Noordoewer   | Gesundheitszentrum                                                                     |
| Ariamsvlei   | –      | E                 | Karasburg           | Ariamsvlei   | Klinik                                                                                 |
| Aus          | –      | E                 | Lüderitz            | Aus          | Klinik                                                                                 |
| Aussenkehr   | –      | E                 | Karasburg           | Aussenkehr   | Klinik                                                                                 |
| Berseba      | –      | E                 | Keetmanshoop        | Berseba      | Klinik                                                                                 |
| Daan Viljoen | –      | E                 | Keetmanshoop        | Keetmanshoop | Klinik                                                                                 |
| Gabis        | 1      | E                 | Karasburg           | –            | Klinik                                                                                 |
| Karasburg    | –      | E                 | Karasburg           | Karasburg    | Klinik                                                                                 |
| Keetmanshoop | –      | E                 | Keetmanshoop        | Keetmanshoop | Klinik                                                                                 |
| Koës         | –      | E                 | Keetmanshoop        | Koës         | Klinik                                                                                 |
| Lüderitz     | –      | E                 | Lüderitz            | Lüderitz     | Klinik                                                                                 |
| Oranjemund   | –      | E                 | Lüderitz            | Oranjemund   | Klinik                                                                                 |
| Rosh Pina    | –      | E                 | Lüderitz            | Rosh Pinah   | Klinik                                                                                 |
| Tses         | –      | E                 | Keetmanshoop        | Tses         | Klinik                                                                                 |
| Warmbad      | 1      | E                 | Karasburg           | Warmbad      | Klinik                                                                                 |

Quellen: Gesundheitsministerium, Vereinigung der Regionalverwaltungen

### Kavango-Ost/-West
| Name                                      | Betten | Versorgungsstufe | Gesundheitsdistrikt | Ort    | Anmerkung                    |
| ----------------------------------------- | ------ | ---------------- | ------------------- | ------ | ---------------------------- |
| Rundu                                     | 330    | B                | Rundu               | Rundu  | Hauptkrankenhaus             |
| Nankudu                                   | 196    | C                | Nankudu             | –      | Krankenhaus                  |
| Römisch-Katholisches Krankenhaus Andara   | 120    | C                | Andara              | –      | Krankenhaus der RCCN         |
| Römisch-Katholisches Krankenhaus Nyangana | 154    | C                | Nyangana            | –      | Krankenhaus der RCCN         |
| Bunya                                     | 20     | D                | Rundu               | Bunya  | Gesundheitszentrum           |
| Mpungu Vlei                               | 20     | D                | Nankudu             | –      | Gesundheitszentrum           |
| Mupini                                    | 20     | D                | Rundu               | –      | Gesundheitszentrum           |
| Rupara                                    | 15     | D                | Nankudu             | –      | Gesundheitszentrum           |
| Nkurenkuru                                | 60     | D                | Nankudu             | –      | Gesundheitszentrum der ELCIN |
| Shambyu                                   | 24     | D                | Rundu               | –      | Gesundheitszentrum der RCCN  |
| Tondoro                                   | 42     | D                | Nankudu             | –      | Gesundheitszentrum der RCCN  |
| Baramashoni                               | –      | E                | Rundu               | –      | Klinik                       |
| Biro                                      | –      | E                | Andara              | –      | Klinik                       |
| Bunya                                     | –      | E                | Rundu               | Bunya  | Klinik der RCCN              |
| Divundu                                   | –      | E                | Andara              | –      | Klinik                       |
| Gcaruhwa                                  | –      | E                | Nankudu             | –      | Klinik                       |
| Gcwatjinga                                | –      | E                | Rundu               | –      | Klinik                       |
| Kaisosi                                   | –      | E                | Rundu               | –      | Klinik                       |
| Kandjara                                  | –      | E                | Nyangana            | –      | Klinik                       |
| Kangongo                                  | –      | E                | Andara              | –      | Klinik                       |
| Kapako                                    | –      | E                | Rundu               | –      | Klinik                       |
| Kapupahedi                                | –      | E                | Nyangana            | –      | Klinik                       |
| Karukuta                                  | –      | E                | Nyangana            | –      | Klinik                       |
| Katere                                    | –      | E                | Nyangana            | –      | Klinik                       |
| Katjinakatji                              | –      | E                | Rundu               | –      | Klinik                       |
| Kayengona                                 | –      | E                | Rundu               | –      | Klinik                       |
| Mabushe                                   | –      | E                | Nyangana            | –      | Klinik                       |
| Mangetti                                  | –      | E                | Rundu               | –      | Klinik                       |
| Manyara                                   | –      | E                | Andara              | –      | Klinik                       |
| Mashare                                   | –      | E                | Rundu               | –      | Klinik                       |
| Mbambi                                    | –      | E                | Nankudu             | –      | Klinik                       |
| Mbambi                                    | –      | E                | Nyangana            | –      | Klinik                       |
| Mburu Uru                                 | –      | E                | Nankudu             | –      | Klinik                       |
| Mile 10                                   | –      | E                | Rundu               | –      | Klinik                       |
| Mile 30                                   | –      | E                | Rundu               | –      | Klinik                       |
| Muparara                                  | –      | E                | Nankudu             | –      | Klinik                       |
| Mutjiku                                   | –      | E                | Andara              | –      | Klinik                       |
| Muveve                                    | –      | E                | Rundu               | –      | Klinik                       |
| Nandingwa                                 | –      | E                | Nankudu             | –      | Klinik                       |
| Nankudu                                   | –      | E                | Nankudu             | –      | Klinik                       |
| Ncaute                                    | –      | E                | Rundu               | –      | Klinik                       |
| Ncuncuni                                  | –      | E                | Rundu               | –      | Klinik                       |
| Ndama                                     | –      | E                | Rundu               | –      | Klinik                       |
| Ndonga                                    | –      | E                | Nyangana            | –      | Klinik                       |
| Nepara                                    | –      | E                | Nankudu             | –      | Klinik                       |
| Nkarapamwe                                | –      | E                | Rundu               | –      | Klinik                       |
| Nzinze                                    | –      | E                | Nankudu             | –      | Klinik                       |
| Old Bagani                                | –      | E                | Andara              | Bagani | Klinik                       |
| Omega                                     | –      | E                | Andara              | –      | Klinik                       |
| Rundu                                     | –      | E                | Rundu               | Rundu  | Klinik                       |
| Sauyemwa                                  | –      | E                | Rundu               | –      | Klinik                       |
| Shadikongoro                              | –      | E                | Andara              | –      | Klinik                       |
| Sharukwe                                  | –      | E                | Rundu               | –      | Klinik                       |
| Shinyungwe                                | –      | E                | Nyangana            | –      | Klinik                       |
| Sikarosompo                               | –      | E                | Nankudu             | –      | Klinik                       |
| Takawasa                                  | –      | E                | Rundu               | –      | Klinik                       |
| Yinsu                                     | –      | E                | Nankudu             | –      | Klinik                       |

Quellen: Gesundheitsministerium, Vereinigung der Regionalverwaltungen

### Khomas
| Name                                      | Betten | Versorgungsstufe    | Gesundheitsdistrikt | Ort       | Anmerkung                                                           |
| ----------------------------------------- | ------ | ------------------- | ------------------- | --------- | ------------------------------------------------------------------- |
| Zentralkrankenhaus Windhoek               | 855    | A                   | Windhoek            | Windhoek  | Universitätskrankenhaus der Universität von Namibia                 |
| Lady Pohamba                              | 134    | entspricht etwa A   | Khomas              | Windhoek  | Privatkrankenhaus                                                   |
| Mediclinic Windhoek                       | 120    | entspricht etwa A–B | Windhoek            | Windhoek  | Privatkrankenhaus                                                   |
| Römisch-Katholisches Krankenhaus Windhoek | 87     | entspricht etwa A   | Khomas              | Windhoek  | Privatkrankenhaus der RCCN                                          |
| Katutura-Staatskrankenhaus                | 840    | B                   | Windhoek            | Windhoek  | Hauptkrankenhaus Ausbildungskrankenhaus der Universität von Namibia |
| Otjomuise-Privatkrankenhaus               | –      | entspricht etwa C   | Windhoek            | Windhoek  | Privatkrankenhaus (Fertigstellung geplant, Stand November 2019)     |
| Rhino-Park-Privatkrankenhaus              | –      | entspricht etwa B–C | Windhoek            | Windhoek  | Privatkrankenhaus                                                   |
| Katutura                                  | –      | D                   | Windhoek            | Windhoek  | Gesundheitszentrum                                                  |
| Khomasdal                                 | –      | D                   | Windhoek            | Windhoek  | Gesundheitszentrum                                                  |
| Baumgartsbrunn                            | –      | E                   | Windhoek            | –         | Klinik                                                              |
| Donkerhoek                                | –      | E                   | Windhoek            | Windhoek  | Klinik                                                              |
| Dordabis                                  | –      | E                   | Windhoek            | Dordabis  | Klinik                                                              |
| Goreangab                                 | –      | E                   | Windhoek            | Windhoek  | Klinik                                                              |
| Groot Aub                                 | –      | E                   | Windhoek            | Groot Aub | Klinik                                                              |
| Hakahana                                  | –      | E                   | Windhoek            | Windhoek  | Klinik                                                              |
| Kalahari                                  | –      | E                   | Windhoek            | Windhoek  | Klinik                                                              |
| Okuryangava                               | –      | E                   | Windhoek            | Windhoek  | Klinik                                                              |
| Otjomuise                                 | –      | E                   | Windhoek            | Windhoek  | Klinik                                                              |
| Robert Mugabe                             | –      | E                   | Windhoek            | Windhoek  | Klinik                                                              |
| Wanaheda                                  | –      | E                   | Windhoek            | Windhoek  | Klinik                                                              |

Quellen: Gesundheitsministerium, Vereinigung der Regionalverwaltungen

### Kunene
| Name         | Betten | Versorgungsstufe | Gesundheitsdistrikt | Ort          | Anmerkung                                |
| ------------ | ------ | ---------------- | ------------------- | ------------ | ---------------------------------------- |
| Khorixas     | 94     | C                | Khorixas            | Khorixas     | Krankenhaus                              |
| Opuwo        | 70     | C                | Opuwo               | Opuwo        | Krankenhaus                              |
| Outjo        | 86     | C                | Outjo               | Outjo        | Krankenhaus                              |
| Okangwati    | –      | D                | Opuwo               | Okangwati    | Gesundheitszentrum                       |
| Sesfontein   | –      | E                | Opuwo               | Sesfontein   | Gesundheitszentrum                       |
| Anichab      | –      | E                | Khorixas            | –            | Klinik                                   |
| Anker        | –      | E                | Khorixas            | –            | Klinik                                   |
| Bergsig      | –      | E                | Khorixas            | –            | Klinik                                   |
| Epupa        | –      | E                | Opuwo               | Epupa        | Klinik                                   |
| Erwee        | –      | E                | Khorixas            | –            | Klinik                                   |
| Etanga       | –      | E                | Opuwo               | Etanga       | Klinik                                   |
| Etoto        | –      | E                | Opuwo               | –            | Klinik                                   |
| Fransfontein | –      | E                | Khorixas            | Fransfontein | Klinik                                   |
| Kamanjab     | –      | E                | Outjo               | Kamanjab     | Klinik                                   |
| Khorixas     | –      | E                | Khorixas            | Khorixas     | Klinik                                   |
| Ohandungu    | –      | E                | Opuwo               | –            | Klinik                                   |
| Okaukuejo    | –      | E                | Opuwo               | Okaukuejo    | Klinik innerhalb des Etosha-Nationalpark |
| Ongongo      | –      | E                | Opuwo               | –            | Klinik                                   |
| Onjuva       | –      | E                | Opuwo               | –            | Klinik                                   |
| Opuwo        | –      | E                | Opuwo               | Opuwo        | Klinik                                   |
| Orumana      | –      | E                | Opuwo               | –            | Klinik                                   |
| Oruvandjai   | –      | E                | Opuwo               | –            | Klinik                                   |
| Otjimuhake   | –      | E                | Opuwo               | –            | Klinik                                   |
| Otjiu        | –      | E                | Opuwo               | –            | Klinik                                   |
| Otjokavare   | –      | E                | Opuwo               | –            | Klinik                                   |
| Otjondeka    | –      | E                | Opuwo               | –            | Klinik                                   |
| Otuani       | –      | E                | Opuwo               | –            | Klinik                                   |
| Outjo        | –      | E                | Outjo               | Outjo        | Klinik                                   |
| Terrace Bay  | –      | E                | Khorixas            | Terrace Bay  | Klinik                                   |

Quellen: Gesundheitsministerium, Vereinigung der Regionalverwaltungen

### Omaheke
| Name                       | Betten | Versorgungsstufe  | Gesundheitsdistrikt | Ort          | Anmerkung                                            |
| -------------------------- | ------ | ----------------- | ------------------- | ------------ | ---------------------------------------------------- |
| Gobabis                    | 172    | C                 | Gobabis             | Gobabis      | Krankenhaus                                          |
| Gobabis                    | 10     | entspricht etwa D | Gobabis             | Gobabis      | privates Gesundheitszentrum                          |
| Otjinene                   | 7      | D                 | Gobabis             | Otjinene     | Gesundheitszentrum                                   |
| Aminuis                    | 3      | E                 | Gobabis             | Aminuis      | Klinik                                               |
| Blouberg                   | –      | E                 | Gobabis             | Blouberg     | Klinik                                               |
| Corridor Pos 13            | 2      | E                 | Gobabis             | –            | Klinik                                               |
| Eiseb                      | –      | E                 | Gobabis             | Eiseb        | Klinik                                               |
| Epako                      | –      | E                 | Gobabis             | Gobabis      | Klinik                                               |
| Epukiro                    | 1      | E                 | Gobabis             | –            | Klinik der RCCN                                      |
| Epukiro Pos 3              | 4      | E                 | Gobabis             | –            | Klinik                                               |
| Leonardville               | 1      | E                 | Gobabis             | Leonardville | Klinik                                               |
| Nǀa’ankuse Lifeline Clinic |        | E                 | Gobabis             | –            | Initiative von Nǀa’ankuse Lodge & Wildlife Sanctuary |
| Omitara                    | –      | E                 | Gobabis             | Omitara      | Klinik                                               |
| Onderombapa                | 1      | E                 | Gobabis             | Onderombapa  | Klinik                                               |
| Sendingplaas               | –      | E                 | Gobabis             | –            | Klinik                                               |
| Talismanis                 | 4      | E                 | Gobabis             | Talismanis   | Klinik                                               |
| Witvlei                    | –      | E                 | Gobabis             | Witvlei      | Klinik                                               |

Quellen: Gesundheitsministerium, Vereinigung der Regionalverwaltungen

### Omusati
| Name             | Betten | Versorgungsstufe | Gesundheitsdistrikt | Ort        | Anmerkung                   |
| ---------------- | ------ | ---------------- | ------------------- | ---------- | --------------------------- |
| Ongandjera       | 100    | C                | Okahao              | Ongandjera | Krankenhaus                 |
| Oshikuku         | 236    | C                | Oshikuku            | Oshikuku   | Krankenhaus                 |
| Outapi           | 120    | C                | Outapi              | Outapi     | Krankenhaus                 |
| St. Martin       | 250    | C                | Oshikuku            | Oshikuku   | Privatkrankenhaus der RCCN  |
| Tsandi           | 60     | C                | Tsandi              | Tsandi     | Krankenhaus                 |
| Elim             | –      | D                | Oshikuku            | Elim       | Gesundheitszentrum          |
| Indira Gandhi    | 37     | D                | Okahao              | –          | Gesundheitszentrum          |
| Mahenene         | –      | D                | Outapi              | –          | Gesundheitszentrum          |
| Okalongo         | 4      | D                | Oshikuku            | Okalongo   | Gesundheitszentrum          |
| Omona Wa Tjihozu | –      | D                | Outapi              | –          | Gesundheitszentrum          |
| Onesi            | 20     | D                | Tsandi              | Onesi      | Gesundheitszentrum          |
| St. Francis      | 13     | E                |                     | Okatana    | Gesundheitszentrum der RCCN |
| Amarika          | –      | E                | Okahao              | –          | Klinik                      |
| Anamulenge       | –      | E                | Outapi              | Ombalantu  | Klinik der RCCN             |
| Eednombe         | –      | E                | Oshikuku            | –          | Klinik                      |
| Eengolo          | –      | E                | utapi               | –          | Klinik                      |
| Epoko            | –      | E                | Oshikuku            | –          | Klinik                      |
| Eunda            | –      | E                | Outapi              | –          | Klinik                      |
| Etilyasa         | –      | E                | Okahao              | –          | Klinik                      |
| Iipanda Yaamti   | –      | E                | Oshikuku            | –          | Klinik                      |
| Iilyateko        | –      | E                | Tsandi              | Tsandi     | Klinik der RCCN             |
| Odimbura         | –      | E                | Oshikuku            | –          | Klinik                      |
| Ogongo           | –      | E                | Oshikuku            | –          | Klinik                      |
| Okahao           | –      | E                | Okahao              | Okahao     | Klinik                      |
| Okandu           | –      | E                | Oshikuku            | –          | Klinik                      |
| Okathitu         | –      | E                | Oshikuku            | –          | Klinik                      |
| Okatseidhi       | –      | E                | Tsandi              | –          | Klinik                      |
| Olupandu         | –      | E                | Oshikuku            | –          | Klinik                      |
| Oluteyi          | –      | E                | Okahao              | –          | Klinik                      |
| Olutsiidhi       | –      | E                | Oshikuku            | –          | Klinik                      |
| Omagalanga       | –      | E                | Oshikuku            | –          | Klinik                      |
| Omakange         | –      | E                | Tsandi              | –          | Klinik                      |
| Omuthitugwonjama | –      | E                | Oshikuku            | –          | Klinik                      |
| Omutundungu      | –      | E                | Oshikuku            | –          | Klinik                      |
| Onaanda          | –      | E                | Oshikuku            | –          | Klinik                      |
| Onamandongo      | –      | E                | Tsandi              | –          | Klinik                      |
| Onamatanga       | –      | E                | Okahao              | –          | Klinik                      |
| Onawa            | –      | E                | Outapi              | –          | Klinik                      |
| Ondeka Nord      | –      | E                | Oshikuku            | –          | Klinik                      |
| Ongulumbashe     | –      | E                | Tsandi              | –          | Klinik                      |
| Onheleiwa        | –      | E                | Oshikuku            | –          | Klinik                      |
| Onkani           | –      | E                | Okahao              | –          | Klinik                      |
| Oshaala          | –      | E                | Outapi              | –          | Klinik                      |
| Osheetekela      | –      | E                | Oshikuku            | –          | Klinik                      |
| Oshitudha        | –      | E                | Tsandi              | –          | Klinik                      |
| Otamanzi         | –      | E                | Okahao              | –          | Klinik                      |
| Othika           | –      | E                | Oshikuku            | –          | Klinik                      |
| Outapi           | –      | E                | Outapi              | Outapi     | Klinik                      |
| Ruacana          | –      | E                | Outapi              | Ruacana    | Klinik                      |
| St. Benedictus   | –      | E                | Oshikuku            | –          | Klinik                      |
| Tsandi           | –      | E                | Tsandi              | –          | Klinik                      |
| Uutsathima       | –      | E                | Okahao              | –          | Klinik                      |

Quellen: Gesundheitsministerium, Vereinigung der Regionalverwaltungen

### Oshana
| Name                      | Betten | Versorgungsstufe  | Gesundheitsdistrikt | Ort       | Anmerkung                                                            |
| ------------------------- | ------ | ----------------- | ------------------- | --------- | -------------------------------------------------------------------- |
| Ongwediva Medipark        | 150    | entspricht etwa A | Oshakati            | Ongwediva | Privatkrankenhaus Ausbildungskrankenhaus der Universität von Namibia |
| Oshakati                  | 950    | B                 | Oshakati            | Oshakati  | Hauptkrankenhaus Ausbildungskrankenhaus der Universität von Namibia  |
| Ondangwa Private Hospital |        | C                 | Oshakati            | Ondangwa  | Privatkrankenhaus                                                    |
| Okatana                   | 20     | D                 | Oshakati            | Okatana   | Gesundheitszentrum der RCCN                                          |
| Ondangwa                  | –      | D                 | Oshakati            | Ondangwa  | Gesundheitszentrum                                                   |
| Ehafo                     | –      | E                 | Oshakati            | –         | Klinik                                                               |
| Eheke                     | –      | E                 | Oshakati            | –         | Klinik                                                               |
| Ekamba                    | –      | E                 | Oshakati            | –         | Klinik                                                               |
| Eloolo                    | –      | E                 | Oshakati            | –         | Klinik                                                               |
| Eluwa                     | –      | E                 | Oshakati            | Ongwediwa | Klinik                                                               |
| Enkono                    | –      | E                 | Oshakati            | –         | Klinik                                                               |
| Okaukamesheshe            | –      | E                 | Oshakati            | –         | Klinik                                                               |
| Okauku                    | –      | E                 | Oshakati            | Okaku     | Klinik                                                               |
| Ompundja                  | –      | E                 | Oshakati            | –         | Klinik                                                               |
| Onamutayi                 | –      | E                 | Oshakati            | –         | Klinik                                                               |
| Onaushe                   | –      | E                 | Oshakati            | –         | Klinik                                                               |
| Ongwediwa                 | –      | E                 | Oshakati            | Ongwediwa | Klinik                                                               |
| Otshitutuma               | –      | E                 |                     | Oshakati  | Klinik der RCCN                                                      |
| Ou Nick                   | –      | D                 | Oshakati            | Oshakati  | Klinik                                                               |
| Uukwiyuushona             | –      | E                 | Oshakati            | Uukwiyu   | Klinik                                                               |

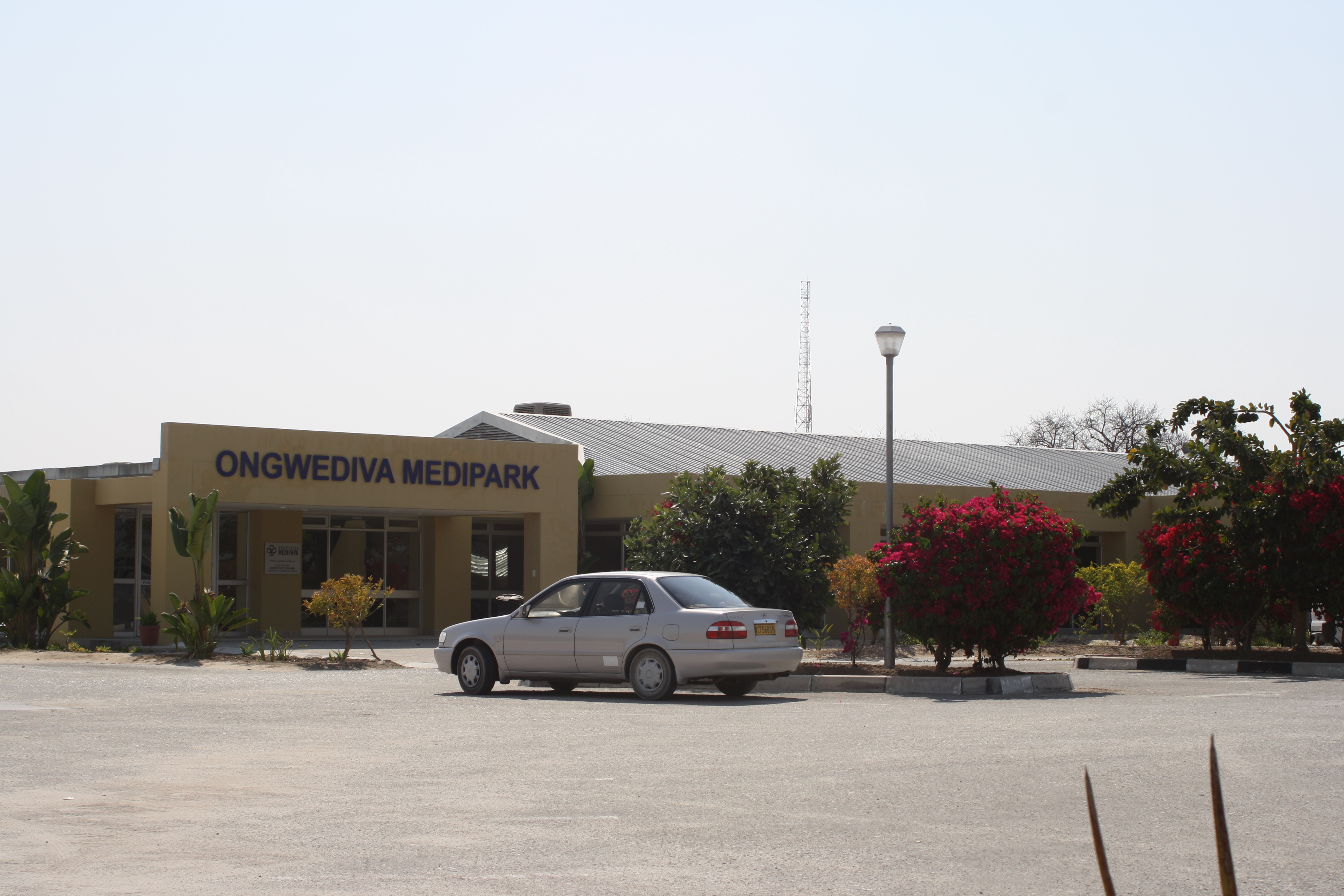
Ongwediva Medipark

Quellen: Gesundheitsministerium, Vereinigung der Regionalverwaltungen

### Ohangwena
| Name                       | Betten | Versorgungsstufe  | Gesundheitsdistrikt | Ort       | Anmerkung          |
| -------------------------- | ------ | ----------------- | ------------------- | --------- | ------------------ |
| Okongo                     | 62     | C                 | Okongo              | Okongo    | Krankenhaus        |
| Oshikango Private Hospital | –      | entspricht etwa C | Oshikango           | –         | Krankenhaus        |
| Eenhana                    | 120    | C                 | Eenhana             | Eenhana   | Krankenhaus        |
| Engela                     | 230    | C                 | Engela              | –         | Krankenhaus        |
| Odibo                      | 42     | D                 | Engela              | –         | Gesundheitszentrum |
| Edundja                    | –      | E                 | Engela              | –         | Klinik             |
| Eenhana                    | –      | E                 | Eenhana             | Eenhana   | Klinik             |
| Ekoka                      | –      | E                 | Okongo              | –         | Klinik             |
| Endola                     | –      | E                 | Engela              | –         | Klinik             |
| Engela                     | –      | E                 | Engela              | -         | Klinik             |
| Epembe                     | –      | E                 | Eenhana             | –         | Klinik             |
| Epinga                     | –      | E                 | Eenhana             | –         | Klinik             |
| Eudafano                   | –      | E                 | Engela              | –         | Klinik             |
| Ohalushu                   | –      | E                 | Engela              | –         | Klinik             |
| Ohangwena                  | –      | E                 | Engela              | Ohangwena | Klinik             |
| Ohaukelo                   | –      | E                 | Engela              | –         | Klinik             |
| Okambebe                   | –      | E                 | Engela              | –         | Klinik             |
| Okatope                    | –      | E                 | Engela              | –         | Klinik             |
| Okongo                     | –      | E                 | Okongo              | Okongo    | Klinik             |
| Olukula                    | –      | E                 | Okongo              | –         | Klinik             |
| Omauni                     | –      | E                 | Okongo              | –         | Klinik             |
| Omboloka                   | –      | E                 | Okongo              | –         | Klinik             |
| Omuhongo                   | –      | E                 | Eenhana             | –         | Klinik             |
| Omundaungilo               | –      | E                 | Eenhana             | –         | Klinik             |
| Omungwelume                | –      | E                 | Engela              | –         | Klinik             |
| Onambutu                   | –      | E                 | Eenhana             | –         | Klinik             |
| Onamunama                  | –      | E                 | Engela              | –         | Klinik             |
| Onamunkulo                 | –      | E                 | Engela              | –         | Klinik             |
| Onangkulo                  | –      | E                 | Engela              | –         | Klinik             |
| Onangolo                   | –      | E                 | Eenhana             | –         | Klinik             |
| Onekwaya                   | –      | E                 | Engela              | –         | Klinik             |
| Ondobe                     | –      | E                 | Engela              | –         | Klinik             |
| Ongenga                    | –      | E                 | Engela              | Ongenga   | Klinik             |
| Ongha                      | –      | E                 | Engela              | –         | Klinik             |
| Ongulayanetanga            | –      | E                 | Eenhana             | –         | Klinik             |
| Oshaango                   | –      | E                 | Eenhana             | –         | Klinik             |
| Oshandi                    | –      | E                 | Eenhana             | –         | Klinik             |
| Oshikunde                  | –      | E                 | Eenhana             | –         | Klinik             |

Quellen: Gesundheitsministerium, Vereinigung der Regionalverwaltungen

### Oshikoto
| Name                    | Betten | Versorgungsstufe | Gesundheitsdistrikt | Ort               | Anmerkung                             |
| ----------------------- | ------ | ---------------- | ------------------- | ----------------- | ------------------------------------- |
| Onandjokwe Hospital     | 520    | C                | Onandjokwe          | Oniipa-Onandjokwe | Krankenhaus (halbstaatlich/kirchlich) |
| Tsumeb                  | 76     | C                | Tsumeb              | Tsumeb            | Krankenhaus                           |
| Tsumeb Private Hospital | ?      | C                | Tsumeb              | Tsumeb            | Privatkrankenhaus                     |
| Okankolo                | 11     | D                | Onandjokwe          | Okankolo          | Gesundheitszentrum                    |
| Onayena                 | 11     | D                | Onandjokwe          | Onayena           | Gesundheitszentrum                    |
| Onyaanya                | 19     | E                | Onandjokwe          | Onyaanya          | Gesundheitszentrum                    |
| Amilema                 | –      | E                | Onandjokwe          | Amilema           | Klinik                                |
| Elombe                  | –      | E                | Onandjokwe          | –                 | Klinik                                |
| Hedimbi                 | –      | E                | Tsumeb              | –                 | Klinik                                |
| Lombard                 | –      | E                | Tsumeb              | Tsumeb            | Klinik                                |
| Ndamono                 | –      | E                | Onandjokwe          | –                 | Klinik                                |
| Olukondo                | –      | E                | Onandjokwe          | Olukonda          | Klinik                                |
| Omuntele                | –      | E                | Onandjokwe          | Omuntele          | Klinik                                |
| Omuthiya                | –      | E                | Onandjokwe          | Omuthiya          | Klinik                                |
| Onakazizi               | –      | E                | Onandjokwe          | –                 | Klinik                                |
| Onamishu                | –      | E                | Onandjokwe          | –                 | Klinik                                |
| Onanke                  | –      | E                | Onandjokwe          | Onanke            | Klinik                                |
| Onkumbula               | –      | E                | Onandjokwe          | –                 | Klinik                                |
| Ontananga               | –      | E                | Onandjokwe          | –                 | Klinik                                |
| Ontunda                 | –      | E                | Onandjokwe          | –                 | Klinik                                |
| Onyulaye                | –      | E                | Onandjokwe          | –                 | Klinik                                |
| Oshalongo               | –      | E                | Onandjokwe          | –                 | Klinik                                |
| Oshigambo               | –      | E                | Onandjokwe          | Oshigambo         | Klinik                                |
| Oshivelo                | –      | E                | Tsumeb              | Oshivelo          | Klinik                                |
| Tsintsabis              | –      | E                | Tsumeb              | Tsintsabis        | Klinik                                |
| Tsumeb                  | –      | E                | Tsumeb              | Tsumeb            | Klinik                                |

Quellen: Gesundheitsministerium, Vereinigung der Regionalverwaltungen

### Otjozondjupa
| Name                   | Betten | Versorgungsstufe    | Gesundheitsdistrikt | Ort          | Anmerkung          |
| ---------------------- | ------ | ------------------- | ------------------- | ------------ | ------------------ |
| Otjiwarongo            | 166    | C                   |                     | Otjiwarongo  | Krankenhaus        |
| Mediclinic Otjiwarongo | 20     | entspricht etwa B–C |                     | Otjiwarongo  | Krankenhaus        |
| Grootfontein           | 145    | C                   |                     | Grootfontein | Krankenhaus        |
| Okahandja              | 44     | C                   |                     | Okahandja    | Krankenhaus        |
| Okakarara              | 82     | C                   |                     | Okakarara    | Krankenhaus        |
| Mangetti Dune          | 16     | D                   |                     | –            | Gesundheitszentrum |
| Coblenz                | –      | E                   |                     | –            | Klinik             |
| Gam                    | –      | E                   |                     | –            | Klinik             |
| Grootfontein           | –      | E                   |                     | Grootfontein | Klinik             |
| Kombat                 | –      | E                   |                     | Kombat       | Klinik             |
| Okahandja              | –      | E                   |                     | Okahandja    | Klinik             |
| Okakarara              | –      | E                   |                     | Okakarara    | Klinik             |
| Okamatapati            | –      | E                   |                     | –            | Klinik             |
| Okondjatu              | –      | E                   |                     | –            | Klinik             |
| Omatako                | –      | E                   |                     | –            | Klinik             |
| Orwetoveni             | –      | E                   |                     | –            | Klinik             |
| Osire                  | –      | E                   |                     | –            | Klinik             |
| Otavi                  | –      | E                   |                     | Otavi        | Klinik             |
| Otjituuo               | –      | E                   |                     | –            | Klinik             |
| Otjiwarongo            | –      | E                   |                     | Otjiwarongo  | Klinik             |
| Ovitoto                | –      | E                   |                     | –            | Klinik             |
| Tsumkwe                | –      | E                   |                     | Tsumkwe      | Klinik             |

Quelle: Vereinigung der Regionalverwaltungen

### Sambesi
| Name            | Betten | Versorgungsstufe | Gesundheitsdistrikt | Ort           | Anmerkung          |
| --------------- | ------ | ---------------- | ------------------- | ------------- | ------------------ |
| Katima Mulilo   | 220    | C                | Katima Mulilo       | Katima Mulilo | Krankenhaus        |
| Bukalo          | 4      | D                | Katima Mulilo       | –             | Gesundheitszentrum |
| Sangwali        | 2      | D                | Katima Mulilo       | Sangwali      | Gesundheitszentrum |
| Sibinda         | 3      | D                | Katima Mulilo       | Sibinda       | Gesundheitszentrum |
| Batubaja        | –      | E                | Katima Mulilo       | –             | Klinik             |
| Chetto          | –      | E                | Katima Mulilo       | –             | Klinik             |
| Chinchimani     | –      | E                | Katima Mulilo       | Chinchimani   | Klinik             |
| Choi            | –      | E                | Katima Mulilo       | –             | Klinik             |
| Ibbu            | –      | E                | Katima Mulilo       | –             | Klinik             |
| Impalila        | –      | E                | Katima Mulilo       | Impalila      | Klinik             |
| Isize           | –      | E                | Katima Mulilo       | Kalimbeza     | Klinik             |
| Itomba          | –      | E                | Katima Mulilo       | –             | Klinik             |
| Kabbe           | –      | E                | Katima Mulilo       | Kabbe         | Klinik             |
| Kanono          | –      | E                | Katima Mulilo       | –             | Klinik             |
| Kasheshe        | –      | E                | Katima Mulilo       | –             | Klinik             |
| Katima Mulilo   | –      | E                | Katima Mulilo       | Katima Mulilo | Klinik             |
| Linyanti        | –      | E                | Katima Mulilo       | Linyanti      | Klinik             |
| Lisikili        | –      | E                | Katima Mulilo       | –             | Klinik             |
| Lusese          | 3      | E                | Katima Mulilo       | –             | Klinik             |
| Mafuta          | 3      | E                | Katima Mulilo       | –             | Klinik             |
| Masokotwane     | –      | E                | Katima Mulilo       | –             | Klinik             |
| Mbalasinte      | –      | E                | Katima Mulilo       | –             | Klinik             |
| Muyako          | 3      | E                | Katima Mulilo       | –             | Klinik             |
| Ngoma           | –      | E                | Katima Mulilo       | Ngoma         | Klinik             |
| Ngwezi          | –      | E                | Katima Mulilo       | Katima Mulilo | Klinik             |
| Sachona         | –      | E                | Katima Mulilo       | –             | Klinik             |
| Schuckmannsburg | –      | E                | Katima Mulilo       | Luhonono      | Klinik             |
| Sesheke         | –      | E                | Katima Mulilo       | –             | Klinik             |

Quellen: Gesundheitsministerium, Vereinigung der Regionalverwaltungen